# Alsótatárlaka
Alsótatárlaka (románul: Tărtăria) falu Romániában, Erdélyben, Fehér megyében. Közigazgatásilag Alsócsóra községhez tartozik.

## Fekvése
Gyulafehérvártól 20 km-re délnyugatra található, a Maros folyó bal partján, az E68-as európai út mellett. Alsócsóra községhez tartozik.

## Története
A település és környéke jelentős régészeti lelőhely. Itt került napvilágra több más lelettel együtt az úgynevezett tatárlakai lelet, mely a sumer agyagtáblákhoz hasonló piktografikus táblácska és korong (i. e. 5000).
A település nevét 1488-ban említette először oklevél Grebenchyn néven.
1733-ban Tartarija, 1913-ban Alsótatárlaka néven írták.
A település Szászvárosszékhez tartozott, később pedig az alvinci uradalom faluja volt.
A 20. század elején Alsó-Fehér vármegye Alvinci járásához tartozott.
1910-ben 893 lakosa volt, melyből 15 magyar, 878 román volt. Ebből 11 római katolikus, 876 görögkeleti ortodox volt.
Lakossága 745 fő (a 2002-es népszámlálás adatai alapján), 100%-ban román nemzetiségű, többségben ortodox vallású.

## Nevezetességek
- Itt fedezték fel 1961-ben a tatárlakai leletet, amelyet egyesek a legkorábbi (több mint 6000 éves) írásos emléknek tartanak.